# روبين أرويو
روبين أرويو (بالإسبانية: Rubén Arroyo)‏ (22 نوفمبر 1983 في إسبانيا - ) هو لاعب كرة قدم إسباني في مركز الهجوم. لعب مع ريال مدريد ج ونادي إيبار ونادي ديبورتيفو طليطلة ونادي غوادالاخارا ونادي فوينلابرادا ونادي لوغو وUniversidad de Las Palmas CF ‏ وأثنيكس أشنة ‏.

## وصلات خارجية
- روبين أرويو على موقع قاعدة بيانات كرة القدم.إي يو (الإنجليزية)
- روبين أرويو على موقع Soccerway.com (الإنجليزية)